# Milan Jarnovič
Milan Jarnovič, slovenski carinik (1967-2009), nekdanji direktor Carinskega urada Maribor, * 23. januar 1948.
Milan Jarnovič se je v tedanji Zvezni carinski upravi zaposlil leta 1967. Kot srednješolec je bil namreč štipendist carinske službe. Kasneje je leta 1981 doštudiral ekonomijo na Univerzi v Mariboru.
Že takoj na začetku je bil razporejen v Carinarnico Maribor, kjer je ostal do upokojitve. V službi je najprej napredoval v vodjo oddelka v Šentilju,  nato je leta 1991 postal vodja izpostave Šentilj, kasneje je postal pomočnik direktorja v Carinskem uradu Maribor, svojo karierno pot pa je sklenil kot direktor Carinskega urada Maribor.
Milan Jarnovič je bil vrsto let tudi v uredniškem odboru službenega glasila Carina.si. Kot ljubitelj zgodovine se je leta 2006 javno zavzel za pripravo zbornika o zgodovini carinske službe na Slovenskem ter za zbiranje gradiva, ki bi omogočalo pregled razvoja slovenske carinske službe. Sam Jarnovič je leta 2010 na kratko opisal čas, ko je obstajalo ogromno carinsko okrožje/provinca Ilirija, ki je zajemala celotno Podonavje in je segala vse do Jadrana, zanimal pa se je tudi za mitnice in za carinsko mejo med Ilirskimi provincami ter Avstrijskim cesarstvom.